# Bayet
 Bayet  là một xã ở tỉnh Allier thuộc miền trung nước Pháp.